# ويليام آدامز (مهندس)
ويليام آدامز (بالإنجليزية: William Adams)‏ (و. 1823 – 1904 م) هو مهندس بريطاني، توفي عن عمر يناهز 81 عاماً.